# 344 Desiderata
344 Desiderata eller 1892 M är en asteroid upptäckt 15 november 1892 av den franske astronomen Auguste Charlois i Nice. Asteroidens namn syftar på Bernhardine Eugénie Désirée Clary, mer känd som drottning Desideria av Sverige.